# 산스크리트어 위키백과
산스크리트어 위키백과(산스크리트어: संस्कृत विकिपीडिया)는 위키백과의 산스크리트어판이다. 5000여개의 글이 인도와 네팔에 주요 기고자들이 집중되어 전 세계의 자원봉사자들에 의해 공동으로 작성되었다.
2003년 12월에 설립되었으며, 2011년 8월까지 5,000개의 기사를 기록했다.
산스크리트어 위키백과 커뮤니티는 'Tell us about your Wikipedia'라는 프로젝트에 참여하기도 했으며, 산스크리트어 위키백과의 커뮤니티 뉴스도 커뮤니티가 작성하고 커뮤니티가 편집한 신문인 위키패트리카에 올라와 위키백과와 인도의 위키미디어 재단 자매 프로젝트와 관련된 이야기와 사건, 보고서를 다루고 있다.
2024년 4월 29일 현재 12,179개의 글이 있으며 위키백과 중 158번째로 큰 버전이다. 타임스 오브 인디아는 "위키백과 커뮤니티 덕분에 산스크리트어가 다시 돌아오고 있다"고 평가했다. 마더 인디아는 산스크리트어 위키백과를 "멋진 학습 도구"로 여겼다.

## 초기 역사
2004년 6월 1일자 홈페이지의 가장 초기 스냅샷 중 하나는 산스크리트어 위키백과의 초기 기록 보관소에서 볼 수 있다. 산스크리트어 위키백과의 사이트에서 여전히 이용 가능한 가장 초기의 기사는 분명히 2004년 7월 9일자 다마나 디바이지만, 첫 번째 기사는 2004년 3월 21일에 만들어졌다.
기사 수는 1,000개에서 거의 절반이 삭제된 후 2005년 8월 600개로 줄었는데, 이는 대부분이 영어로 작성되었기 때문에 삭제가 이루어졌다.산스크리트어 위키백과는 2013년 12월 12일 기준 9,405개의 기사를 기록했다.

## 삼스크리타 바라티와의 콜라보레이션

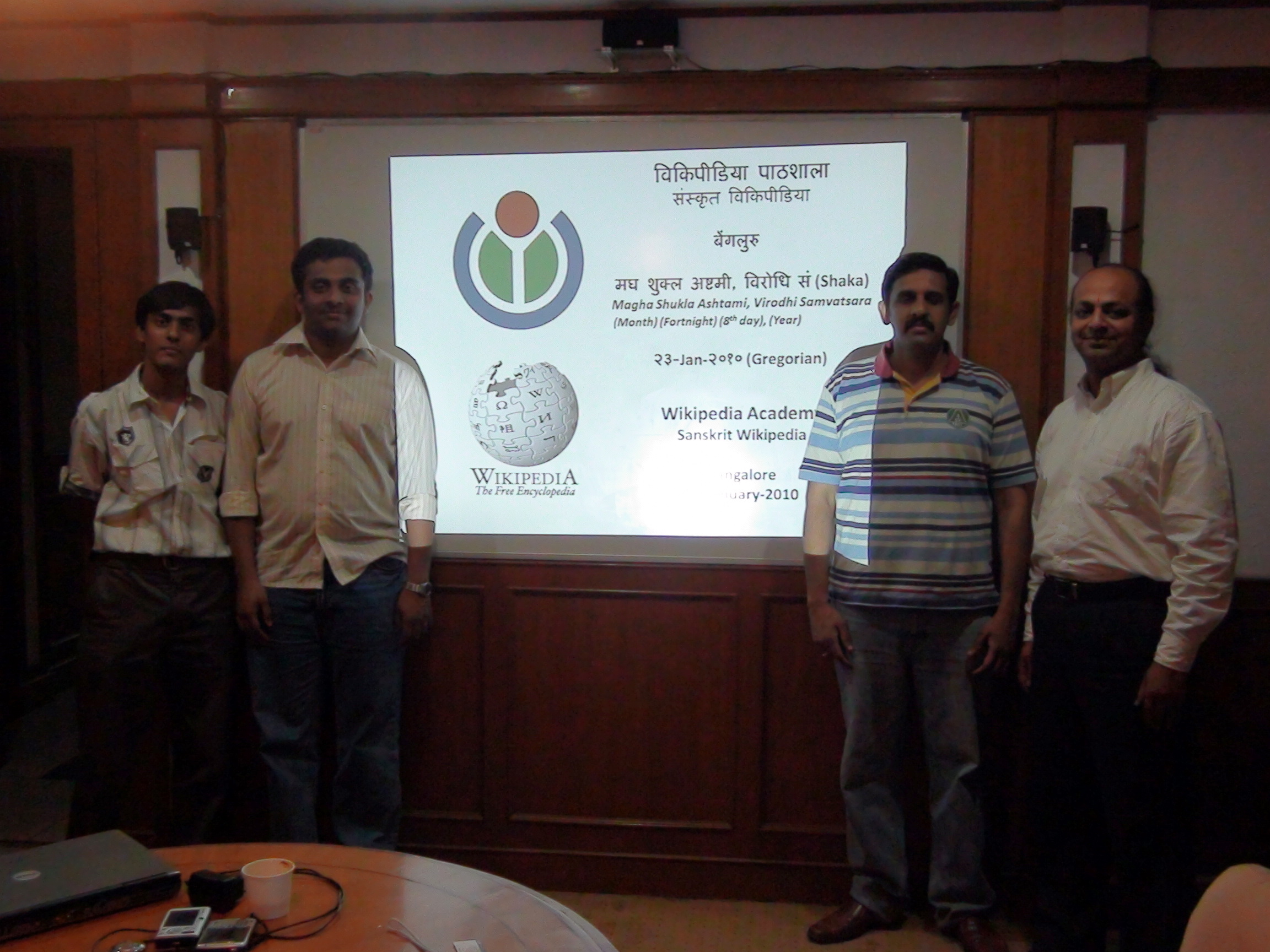
위키피디아 아카데미 자원봉사자

산스크리트어 위키백과는 산스크리트어를 되살리기 위해 노력하고 있는 비영리 단체인 삼스크리타 바라티와 콜라보레이션을 맺고 있다. 그 콜라보레이션의 노력은 2010년 1월 23일 방갈로르에서 조직된 위키백과 아카데미에서 시작되었으며, 그 위키백과 아카데미는 인도 최초의 위키백과 아카데미이기도 했다.
아카데미에는 11명의 산스크리타 바라티 참가자가 있었다. 이들은 위키백과에 소개되어 위키백과 콘텐츠에 기여했으며, 약 3명의 위키피디아인으로 구성된 팀이 도움을 주었다.
이후 20명의 참가자를 대상으로 방갈로르에 있는 산스크리트 바라티 사무실에서 첫 번째 산스크리트어 위키 워크숍이 열렸다. 프레젠테이션은 위키백과와 그 인터페이스에 대한 기본적인 실무 지식을 제공하기 위한 것이었다.
2011년 3월 26일 같은 장소에서 소프트웨어 회사와 옴 샨티담 구루쿨람의 또 다른 15명의 참가자들을 대상으로 두 번째 워크숍이 열렸다.

## 기타 콜라보레이션
구자라트 대학교 산스크리트어학과의 주도로 2012년 7월 구자라트주의 여러 대학에서 온 약 150명의 산스크리트어 교수들이 모여 산스크리트어 위키백과 - 소개와 기대라는 제목으로 열린 이틀간의 워크숍을 통해 산스크리트어 위키백과에 자료를 추가했다.